# Jacques Guiot
Jacques Guiot, né le 6 septembre 1945 à Saint-Amand-les-Eaux, est un coureur cycliste français. Il est coureur professionnel de 1967 à 1971.

## Palmarès
- 1962
  - 2e du Circuit du Pévèle
  - 3e du Premier pas Dunlop
- 1963
  - Circuit du Pévèle
- 1967
  - 1re étape du Tour de Picardie
  - 2e du Grand Prix du Petit Varois
  - 2e du Grand Prix de la ville de Zottegem
- 1968
  - 3e étape du Tour du Nord
  - 10e de Paris-Tours
- 1970
  - 2e du Circuit du Tournaisis
  - 3e du Grand Prix d'Antibes
  - 7e de Kurne-Bruxelles-Kurne